# Команда find (Виндоус)
У рачунарству, find је команда у командом интерпретеру (љусци) бројних оперативних система. Користи се за претрагу задатог текста у фајлу или фајловима. Резултат операције се исписује на стандардном излазу уређаја у облику пронађених линија са задатим текстом.

## Преглед
Команда се користи као филтер задатих линија у улазним подацима па се и тиме издвајају одговарајуће линије које се исписују на стандардни излаз.
Команда је доступна у ДОС , DR FlexOS, IBM/Toshiba 4690 ОС, IBM OS/2, Microsoft Windows, и Rijakt OS. На МС-ДОС-у команда је доступна код верѕије 2 и каснијих. FreeDOS верзију је развио Џим Хел и има ГНУ-ову општу јавну лиценцу.
У оперативном систему Јуникс команда find представља потпуно другачију функцију, аналогно функцији forfiles у оперативном систему Windows. Потпуно еквивалентна наредба наредби find из оперативног система Windows у оперативном систему Јуникс је grep.

## Синтакса
```
FIND [/V] [/C] [/N] [/I] "string" [[drive:][path]filename[...]]

```

Аргументи:
- "string" Овај аргумент предтавља текст који се претражује.
- [drive:][path]filename Спецификација фајла или фајлова у којима се тражи задати текст.

Ознаке (заставице):
- /V Исписује све линије које не садрже задати текст.
- /C Исписује само број линија које садрже задати текст.
- /N Исписује редне бројеве линија са задатим текстом.
- /I Игнорише величину слова приликом претраге.

Напомена: Ако није задата путања претраге, команда претражује текст који је у терминалу или је преусмерен из друге команде.

## Примери
```
C:\>
find 
"keyword"
 
<
 inputfilename 
>
 outputfilename

```

```
C:\>
find /V 
"any string"
 FileName

```